# Klin (Rażny)
Klin – część wsi Rażny w Polsce, położona w województwie mazowieckim, w powiecie węgrowskim, w gminie Sadowne.
W latach 1975–1998 Klin administracyjnie należał do województwa siedleckiego.